# Moses Flechtheim

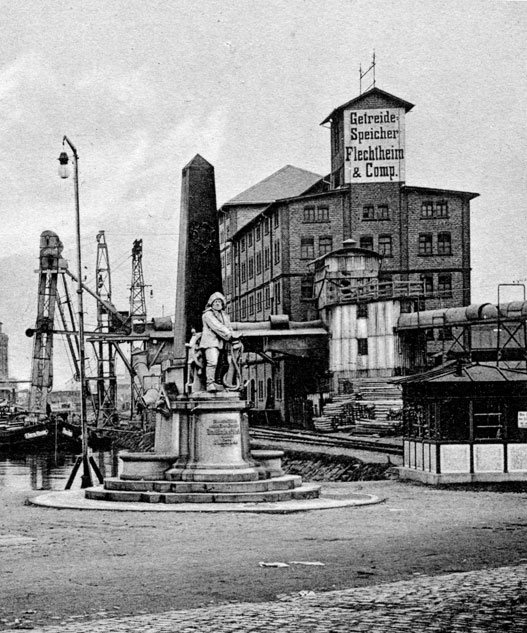
Der Flechtheimspeicher um 1900

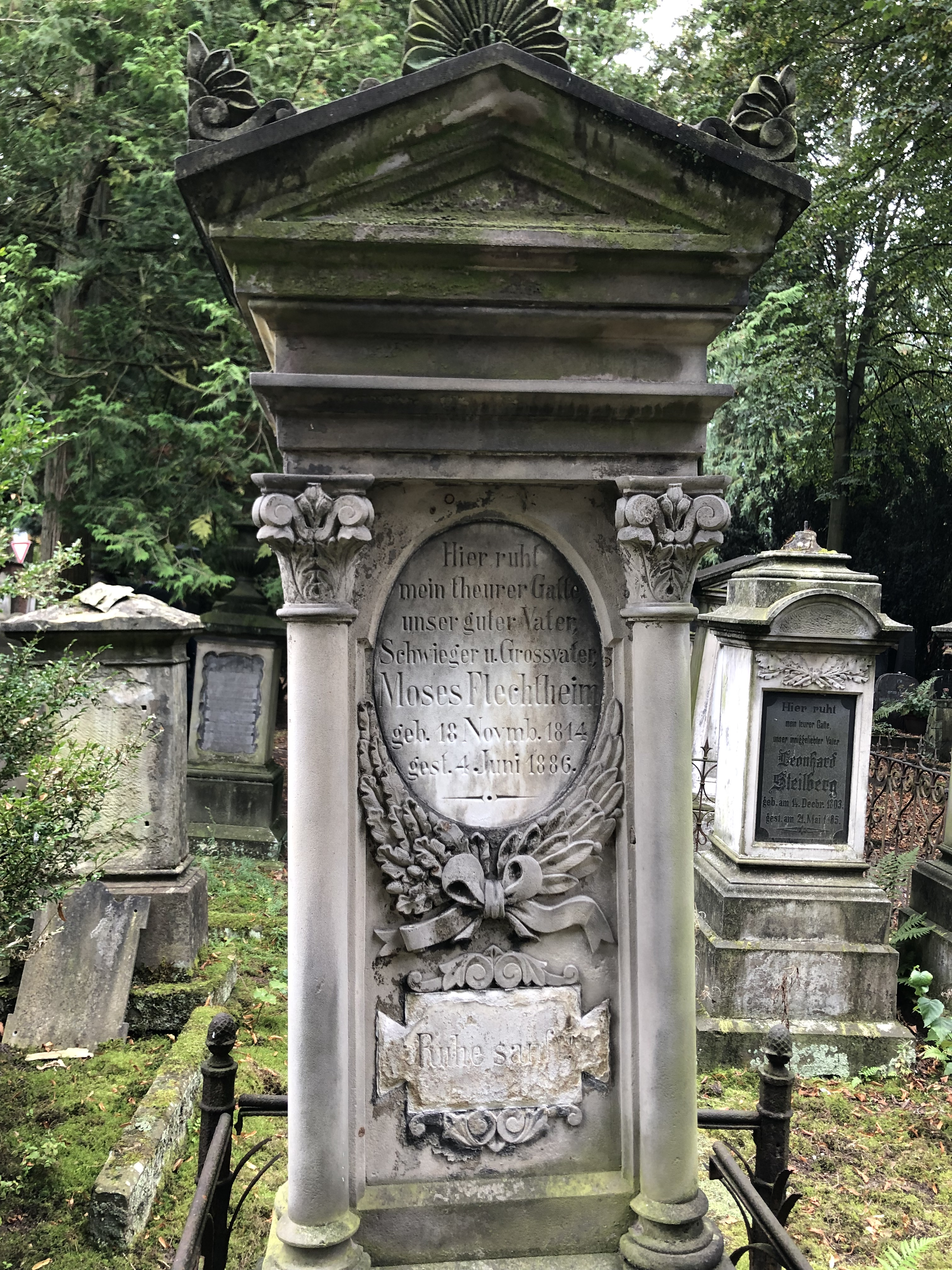
Grabstein auf dem jüdischen Friedhof in Münster (2021)

Moses Flechtheim (geb. 18. November 1814 in Brakel; gest. 4. Juni 1886 in Münster) war ein deutscher Großhandelsunternehmer.

## Leben
Er wuchs als sechstes von sieben Kindern des Brakeler Kaufmanns Soistmann Alexander David Flechtheim und dessen Frau Wegge, geb. Dalberg. in Brakel auf und begründete dort das Getreide- und Wollgeschäft M. Flechtheim & Comp. Am 5. Juni 1845 heiratete er Henriette Feibes aus Lengerich und bekam mit ihr drei Töchter und zwei Söhne, Alex Flechtheim (1846–1919) und Emil Flechtheim (1850–1933). 1870 siedelte die Familie nach Münster und wohnte in der Ludgeristraße 20–22. Der Ausbruch des Deutsch-Französischen Krieges machte sie zum wichtigen und äußerst erfolgreich expandierenden Getreidelieferanten für das dort ansässige Preußische Armeekorps. Die guten Standortbedingungen nutzte die Familie, das Unternehmen zu einer der größten Getreidehandelsgesellschaften des Deutschen Reiches zu entwickeln. Mit Niederlassungen in Rotterdam, Antwerpen und Duisburg entwickelte sie weitreichende Handelsbeziehungen, insbesondere mit Russland, Rumänien und Amerika. Er starb am 4. Juni 1886 in Münster. Seine Frau Henriette zog danach nach Berlin, wo sie am 21. November 1910 starb.

## Nachwirken
Die Söhne des Firmengründers und führende Mitarbeiter des Unternehmens spielten auch nach dem Tode des Gründers eine angesehene Rolle in der Münsterschen Kaufmannschaft wie auch beim Deutschen Handelstag. Sie saßen im Rat der Stadt und gehörten zu den Initiatoren technischer Innovationen wie der 1887 gegründeten ersten "Telephon-Anstalt". Maßgeblich beteiligt waren sie am Bau des Dortmund-Ems-Kanals, der die Binnenstädte Dortmund und Münster zu wichtigen Umschlagplätzen für den innerdeutschen Getreidehandel machte, sowie am Ausbau des Eisenbahn- und Straßennetzes. 1888 kaufte M. Flechtheim & Comp. im Duisburger Innenhafen eine Grundstücksfläche östlich neben dem Schwanentor für den Bau von Getreidespeichern und trug so dazu bei, dass der Innenhafen danach auch „Brotkorb des Ruhrgebietes“ genannt wurde. 1894 wurde dort die noch bestehende Tochterfirma Rheinisch-Westfälische Speditions-Gesellschaft, gegründet. 1895 verlegte M. Flechtheim & Comp. seinen Hauptsitz nach Düsseldorf. 1899 ließ es am kurz zuvor angelegten Hafen Münster den noch bestehenden fünfgeschossigen Flechtheimspeicher errichten.
Moses Flechtheim war Großvater des Kunsthändlers Alfred Flechtheim und Urgroßvater des Futorologen Ossip K. Flechtheim.